# NGC 7802
NGC 7802 este o galaxie situată în constelația Peștii. A fost descoperită în 25 septembrie 1830 de către John Herschel.